# Марково (Пловдивська область)
Ма́рково (болг. Марково) — село в Пловдивській області Болгарії. Входить до складу общини Родопи.

## Населення
За даними перепису населення 2011 року у селі проживали 2499 осіб.
Національний склад населення села:
| Національність   | Кількість осіб | Відсоток |
| ---------------- | -------------- | -------- |
| болгари          | 2065           | 99,4%    |
| інша             | 6              | 0,3%     |
| не визначились   | 4              | 0,2%     |
| Всього відповіли | 2077           |          |

Розподіл населення за віком у 2011 році:
Динаміка населення: